# Ivo Schöffer

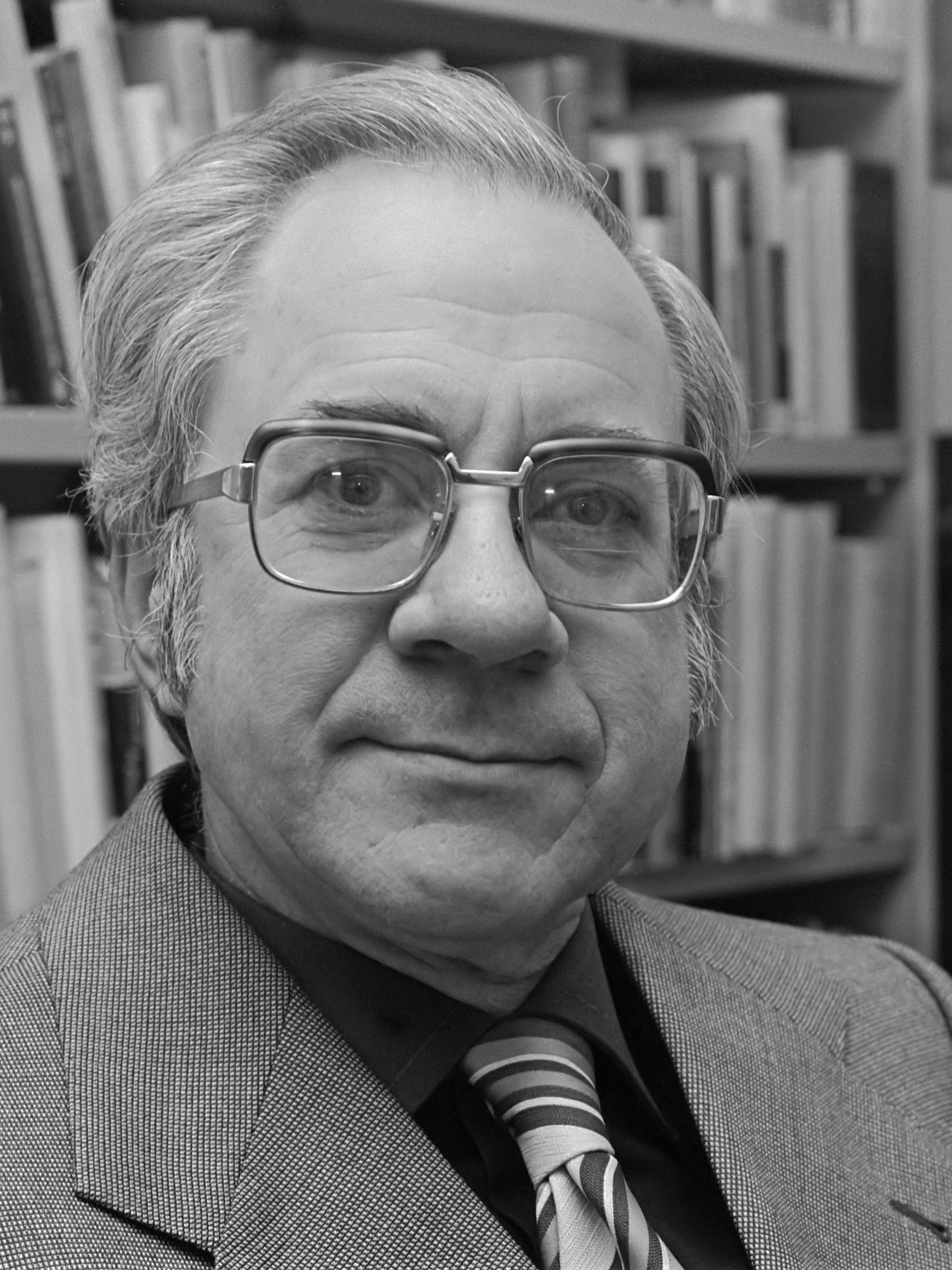
Ivo Schöffer (1977)

 Ivo Schöffer (* 20. Mai 1922 in Amsterdam; † 13. Januar 2012 in Leiden) war ein niederländischer Historiker und während des Zweiten Weltkriegs Widerstandskämpfer. Von liberal-konservativer Prägung, bevorzugte er eine möglichst ideologiefreie Herangehensweise in seinem Werk. Zunächst Gegner der Studentenbewegungen der 1960er Jahre und von Mitbestimmungsrechten der Studenten, war er später zur Zusammenarbeit mit ihren Vertretern bereit.
Schöffers Fachgebiet war die niederländische Geschichte, er gehörte in der zweiten Hälfte des 20. Jahrhunderts zu den einflussreichsten Historikern des Landes. Einer größeren Öffentlichkeit wurde er dort in den 1970er Jahren bekannt, als er sich als Vorsitzender einer Kommission mit der Affäre um Pieter Menten befasste. Für seine Arbeit und seine Tätigkeit im Widerstand wurde er mehrfach ausgezeichnet.

## Leben

### Kindheit und Jugend
Schöffer wurde als Sohn von Conrad A.R. Schöffer (1893–1978) und Sara Burger (1894–1999) geboren, väterlicherseits stammte er aus einer Kaufmannsfamilie, sein Vater war Erbe eines Familienbetriebs und Händler u. a. für Kaffee. Er wuchs mit einem Bruder und einer Schwester auf. Nachdem Schöffers Eltern zunächst während der Olympischen Sommerspiele von 1928 Zimmer an Ausländer vermietet hatten, führten sie dies nachher fort, was auch an der folgenden Weltwirtschaftskrise lag, die auch den Vater getroffen hatte.
Bereits in jungen Jahren begeisterte sich Schöffer für Geschichte und brachte viel Zeit im Studierzimmer seines Großvaters mütterlicherseits zu, einem früheren Bibliothekar der Universitätsbibliothek Amsterdam, der ihm zahlreiche alte Werke vor allem über die Landesgeschichte präsentierte.
Schöffers Eltern, religiös den Remonstranten zugehörig und liberal-konservativ eingestellt, schickten ihren Sohn auf eine Grund- und weiterführende Schule, die jeweils als erste in den Niederlanden der Montessoripädagogik folgten. Seine Hochschulreife erlangte er jedoch 1941 an einem Amsterdamer Gymnasium, da das Montessorigymnasium zu jener Zeit noch nicht staatlich anerkannt war.

### Unterbrochene Studienzeit und Widerstand während der deutschen Besatzung
In der Schule hatte Schöffer Klassenkameraden aus jüdischen, sozialistischen und kommunistischen Familien, die während der folgenden Besatzung der Niederlande zur Zielscheibe der Deutschen werden sollten und die zu dieser Zeit auch umgekehrt ihre Abneigung kundtaten. Auch seine Eltern lehnten das nationalsozialistische Deutschland und insbesondere dessen Antisemitismus strikt ab. 1941 begann Schöffer sein Geschichtsstudium an der Universität von Amsterdam und wurde Mitglied der intellektuell ausgerichteten Studentenverbindung Unica. Später suchte er ein Versteck für seinen jüdischen Freund und dessen Familie und fand ihn in dem Studentenwohnheim, denn dies hatte sich 1943 dadurch geleert, dass entweder Studenten dem Arbeitseinsatz ausweichen wollten oder die Kurse ausgesetzt worden waren. Im Anschluss daran brachte er noch weitere Untergetauchte im Gebäude unter. Dadurch, dass Freunde und Familie Schöffers dort ein und aus gingen, wurde ein Anschein von Normalität aufrechterhalten, sodass dies nicht weiter auffiel. Schöffer lief mit kurzer Hose und gefälschten Papieren, die ihn als 16-jährigen Jungen auswiesen, durch die Stadt, wobei ihm sein jugendliches Aussehen zupass kam. Er nahm seine Aktivität im Widerstand sehr ernst und entwickelte sich dort zu einer Art Autorität.
Schöffers ältere Schwester Lidia (1919–1980) war ebenfalls im Widerstand aktiv und fälschte mehr als tausend Ausweise. Auch in der Wohnung seiner Eltern beherbergte die Familie Untergetauchte, des Weiteren arbeitete sie mit dem Untergrundkurierdienst Rolls Royce zusammen und war gegen Ende der Besatzung Teil des Widerstandsverbands Vrije Groepen Amsterdam. Für ihre Tätigkeit im Widerstand wurde die Familie Ende 1972 als Gerechte unter den Völkern ausgezeichnet.

### Fortsetzung des Studiums und Hochschulkarriere in den Niederlanden und Australien
Nach dem Krieg nahm Schöffer sein Studium wieder auf, war innerhalb des Amsterdamer Korps Teil des Senats und schrieb als Redakteur der Studentenzeitschrift Propria Cures Buch-, Film- und Theaterkritiken wie auch über die Entkolonialisierung Niederländisch-Indiens. 1948 heiratete er Alexandra Burger (1919–2003, keine Verwandtschaft zu seiner Mutter, die den gleichen Nachnamen trug), mit der er drei Kinder hatte (Ward 1949, Combert 1950 und Ivolien 1957). Im Jahr seiner Heirat bestand er seine Zwischenprüfung cum laude und wurde anschließend Assistent des Hochschullehrers für Wirtschafts- und Sozialgeschichte Izaak Johannes Brugmans an der Fakultät für Wirtschaft. Nebenher arbeitete er in den Jahren 1947 bis 1954 auch als Geschichtslehrer in einer weiterführenden Schule. Seine Diplomprüfung schloss 1951 ebenfalls cum laude ab und blieb anschließend noch bis 1954 Assistent von Brugmans. Anschließend wurde er wissenschaftlicher Mitarbeiter des marxistischen Professors für Mittelalterliche Geschichte Jan Romein. Schöffer bekundete später von ihm als Autorität auf dem Gebiet viel gelernt zu haben, Romeins Historischer Materialismus blieb ihm jedoch fremd und er kritisierte im privaten Rahmen auch schon einmal eine von ihm empfundene Voreingenommenheit und Dogmatik seines Lehrers. Er hielt am liberal-konservativen Hintergrund seiner Familie fest, bemühte sich jedoch, diesen von seiner Arbeit zu trennen. Sein Respekt galt dann auch eher seinem in Utrecht wirkenden Kollegen Pieter Geyl, dem er bescheinigte, „pragmatisch, anti-ideologisch, skeptisch-ungläubig, stark freiheitsliebend, traditionell-patriotisch und vorsichtig konservativ“ zu sein.
Dennoch gab es einen Einfluss Romeins auf Schöffers Dissertation von 1956 hinsichtlich der Frage, inwiefern Historiker von ihrer eigenen Zeit und Umgebung in ihrer Beurteilung geprägt sind. 1957 wurde Schöffer Mitglied der Literarischen Gesellschaft. Er beschloss, neue Erfahrungen zu sammeln und ging mit seiner Familie im Januar 1958 nach Perth, Australien. Dort arbeitete er an der University of Western Australia zunächst als Dozent, seit 1960 als Korreferent und Professor für Niederlandistik, sein Lehrgebiet war dabei die Renaissance und Reformation. Obwohl es ihm dort nach eigenem Bekunden gut erging, war das Angebot eines Lehrstuhls in Leiden dann doch Veranlassung, wieder in die Niederlande zurückzukehren.

### Lehrstuhl in Leiden
Schöffer trat seine neue Position 1961 an und blieb der Universität bis zu seiner Pensionierung verbunden, was auch für die Stadt galt, die ihn in ihrem konservativ geprägten Charakter eher ansprach als das „rote“ Amsterdam. Während der Studentenbewegungen der 1960er Jahre wurde er zu einem ihrer Gegner und wandte sich im Senat gegen Mitbestimmungsrechte der Studentenschaft, musste sich jedoch mit diesen abfinden und wollte sich je nach den Auswirkungen des Hochschulgesetzes von 1971 offenhalten, ob er blieb oder sich einen anderen Arbeitsort suchte.
Wie sich zeigte, kam Schöffer jedoch mit den Veränderungen zurecht und wurde des Öfteren Vorsitzender seiner Fachgruppe, 1967 bis 1969 Schriftführer der Fakultät für Sprach- und Literaturwissenschaft und von 1973 bis 1975 Leiter des Fachbereichs Geschichte. In dieser Funktion kam es zur Versöhnung mit den Studentenvertretern, mit denen er fortan zusammenarbeitete.
Weitere Aktivitäten Schöffers umfassten seine Mitgliedschaft im nationalen Archivrat, der Reichskommission für die Geschichte der Niederlande und in Beratungskommissionen für Museen. 1977 wurde er zum Mitglied der Königlich Niederländischen Akademie der Wissenschaften ernannt. 1973 hatte Schöffer sich von seiner Ehefrau getrennt, nach seiner Scheidung ging er 1975 mit Carla Musterd (* 1939), die in Leiden seine Kollegin und Dozentin für russische und zeitgenössische Geschichte war, eine Beziehung ein. Schöffer wohnte zunächst allein, nach der Heirat von 1981 bezog das Paar ein Haus in der Stadt.
In den 1970er Jahren wurde Schöffer in den Niederlanden durch die Aufarbeitung der Affäre um Pieter Menten einer größeren Öffentlichkeit bekannt. Er war zunächst wenig davon begeistert, ein solch heikles Thema unter dem Blick des ganzen Landes anzugehen, sagte dann aber zu. Schöffer bestand auf zwei Mitarbeitern (die er mit einem Historiker und Juristen auch bekam) und Zugang zu allen relevanten Personen und Quellen. Mit dieser Aufgabe war er zwei Jahre lang hauptsächlich beschäftigt. Kurz nach dem Ende dieser Aufgabe folgte seine Ernennung zum Ritter im Orden vom Niederländischen Löwen.
1987 wurde Schöffer emeritiert, seine Bibliografie, die in einem ihm überreichten Band zu seinem Abschied aufgeführt war, umfasste zu diesem Zeitraum 241 Arbeiten.

### Nach der Pensionierung
Schöffer war auch nach seiner Pensionierung weiter aktiv und spielte bis in die 1990er Jahre hinein eine größere Rolle in der Geschichtswissenschaft. Anschließend war er nur noch sporadisch in der Öffentlichkeit und reduzierte sein Arbeitspensum. 2011 verschlechterte sich sein gesundheitlicher Zustand, im Dezember jenes Jahres wurde schließlich ein Tumor diagnostiziert, dem er einen Monat später erlag.

## Werk
Bereits Schöffers Dissertation von 1956, Het nationaal-socialistische beeld van de geschiedenis der Nederlanden. Een historiografische en bibliografische studie, in der er sich gegen den Missbrauch der Geschichtsschreibung für politische Zwecke wandte, gilt mit seiner Analyse der publizierten nationalsozialistischen Vorstellungen zur niederländischen Geschichte als eine bedeutende Arbeit und wurde noch im gleichen Jahr als Buch veröffentlicht. Auch wenn Schöffer in der unveränderten Neuauflage von 1978 bekannte, dass es auch angesichts des neueren Forschungsstands einer größeren Überarbeitung bedürfe, galt dieses Werk später doch immer noch als so wegweisend, dass es 2006 durch Amsterdam University Press eine weitere Neuauflage erfuhr. Es blieb, abgesehen von einer ebenfalls 1956 erschienenen, für das Ausland bestimmten Einführung in die niederländische Geschichte (Kleine Geschichte der Niederlande, englischsprachige Ausgabe A short history of the Netherlands) das einzige von ihm allein geschriebene Buch, das veröffentlicht wurde.
Zugleich mit seiner Dissertation erschien auch sein erster wichtiger Essay Verzuiling, een specifek Nederlands probleem (Versäulung, ein spezifisch niederländisches Problem) im Sociologische Gids, in dem er das niederländische Gesellschaftssystem der Versäulung auf einen „Überkuppellungsgedanken“ zurückführte. Eine Analyse des Systems solle nicht die einzelnen Säulen, sondern das ganze System selbst als Ausgangspunkt nehmen. Die Versäulung griff er in den späteren Aufsätzen De Nederlandse confessionele partijen 1918–1939 (Die niederländischen konfessionellen Parteien 1918–1939, 1968) und Het politieke bestel van Nederland en maatschappelijke verandering (Das politische System der Niederlande und gesellschaftliche Veränderung, 1973) noch einmal auf.
Schöffer war an vier kollektiven Projekten maßgeblich beteiligt, hierzu gehört die Tijdschrift voor Geschiedenis (TvG), eine allgemeingeschichtlich ausgerichtete Zeitschrift, deren Redaktion er seit 1965 angehörte und dort in den Jahren 1969 bis 1974 sowie von 1982 bis 1986 deren Schriftführer war. Nach seiner Pensionierung von 1987 blieb er Ehrenmitglied.
In den Jahren 1971 bis 1995 hatte Schöffer den Vorsitz der Redaktion inne, die den Aufbau der Nationalbiografie Biografisch Woordenboek van Nederland für das Instituut voor Nederlandse Geschiedenis betreute. Insgesamt erschienen seit 1979 sechs Teile, für die er selbst 21 Biografien beisteuerte, teilweise von Personen, die er selbst kannte.
Bereits in den 1960er Jahren ging von Schöffer die Initiative aus, aus den Quellensammlungen des Reicharchivs den Schiffsverkehr der Niederländischen Ostindien-Kompanie zwischen den Niederlanden und Asien zu dokumentieren. Aus diesem Projekt, bei dem er als Koordinator wirkte, resultierte als zentrales Werk das mehrteilige Dutch Asiatic shipping in the 17th and 18th centuries (Niederländisch-asiatische Schifffahrt im 17. und 18. Jahrhundert, 1979), um das einige Bücher und Artikel zur Kompanie erschienen.
Bei dem vierten kollektiven Projekt handelte es sich um den erwähnten Vorsitz der Kommission zur Aufarbeitung der Menten-Affäre, das 1979 in dem zweiteiligen Abschlussbericht De afaire-Menten 1945–1976 resultierte.
Schöffer war ein Kritiker der Schwarz-Weiß-Einteilung des Verhaltens während der Besatzung in goed en fout („gut und böse“), dies kam beispielsweise in seiner Rezension des Buches Ondergang: de vervolging en verdelging van het Nederlandse Jodendom 1940–1945 (Untergang: die Verfolgung und Vernichtung des niederländischen Judentums 1940–1945) von Jacques Presser zum Ausdruck. Er fand die Beurteilung der nicht-jüdischen Bevölkerung zu streng und dass der Kontext der damaligen Zeit als Bezugspunkt dienen sollte. Später äußerte er sich, dass die Judenverfolgung einerseits verurteilt worden sei, andererseits es viele Menschen gegeben habe, die schlecht über Juden redeten und damit auf eine gesellschaftliche Akzeptanz hätten zählen können. Auch sah Schöffer die Heldenhaftigkeit, die Friedrich Weinreb für sich in dessen Memoiren Collaboratie en verzet (Kollaboration und Widerstand, 1969/70) in Anspruch nahm, mit großer Skepsis. Nach seiner Pensionierung arbeitete er noch an dem Werk Geschiedenis van de Joden in Nederland (Geschichte der Juden in den Niederlanden) mit, das 1995 erschien.
In den Jahren 1968 bis 1993 betreute Schöffer 45 Dissertationen, zu seinen Schülern gehören die späteren Hochschullehrer Hans Blom, Cees Fasseur, Arend Huusen, Nicolette Mout und Willem Otterspeer.